# Hinxton
Hinxton este un sat în sudul Cambridgeshire, Anglia, aflat la 14 km la sud de Cambridge și la 8 km nord-vest de Saffron Walden. În anul 2001, populația satului Hinxton era de 315 persoane.
Râul Cam străbate satul. De asemenea, calea ferată dintre Cambridge și gara Liverpool Street din Londra străbate Hinxton, deși trenul nu oprește în sat.
În Hinxton se află Campusul dedicat ADN-ului al Trustului Wellcome, care include Institutul Sanger și Institutul European de Bioinformatică.

## Fotogalerie

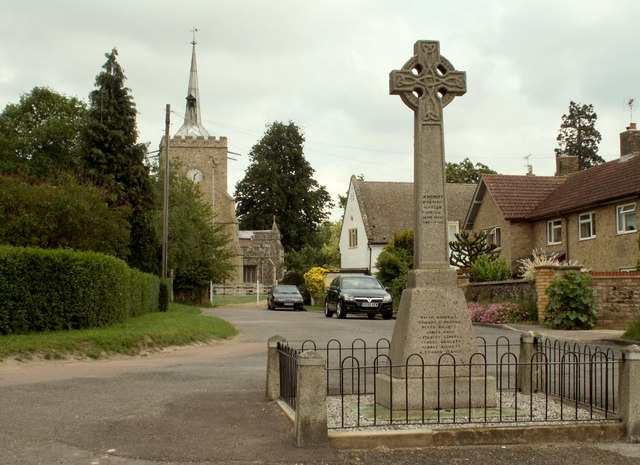
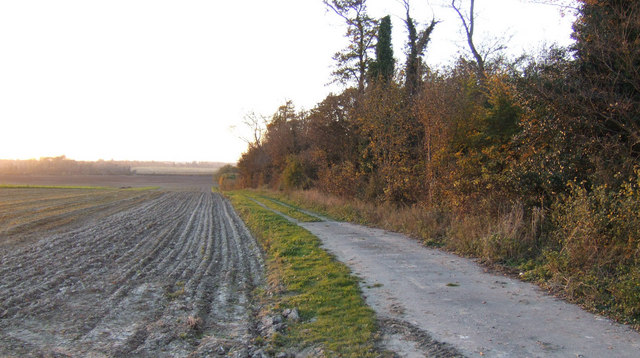
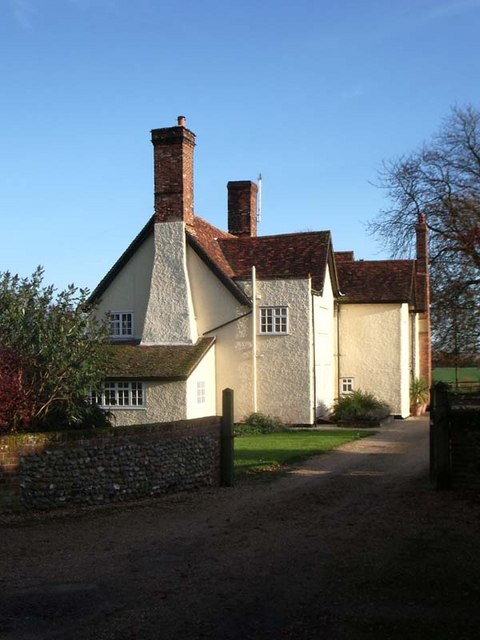
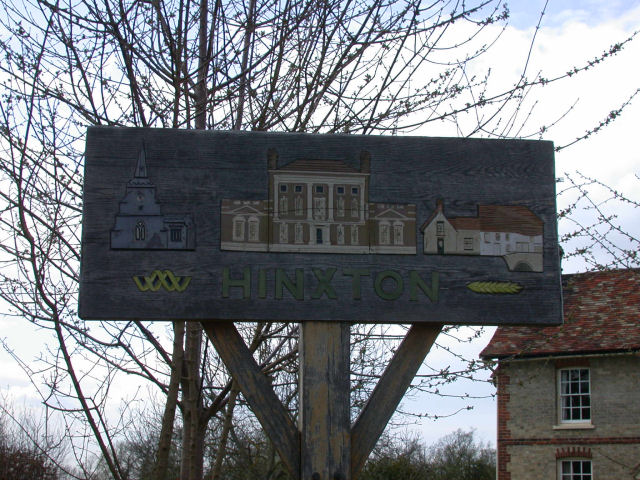
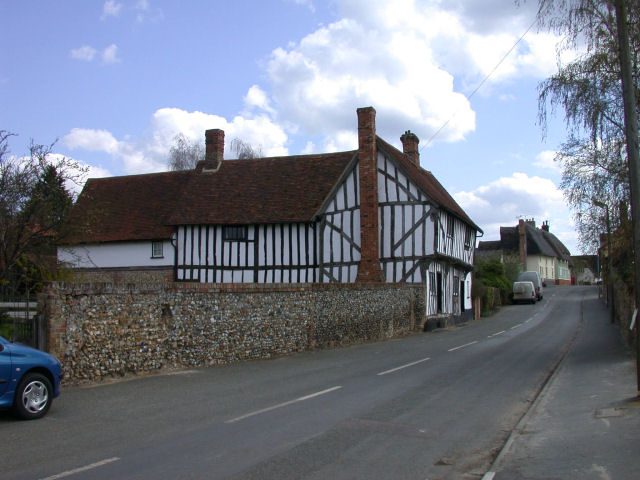
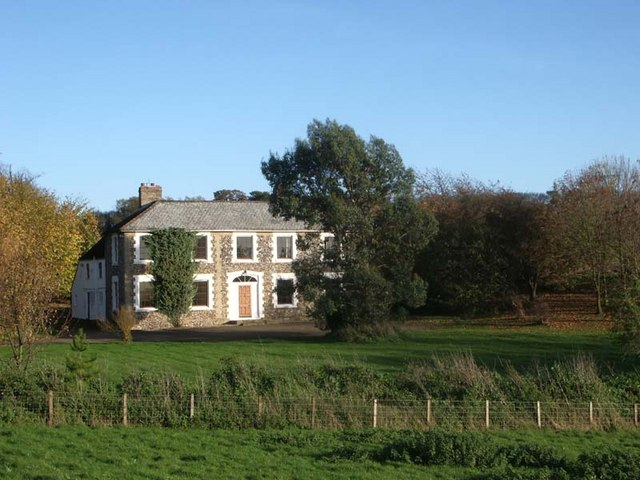
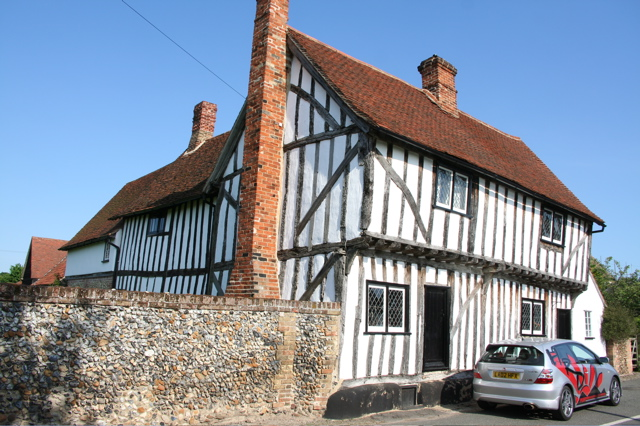